# João Batista do Rego Barros Cavalcanti de Albuquerque
João Batista do Rego Barros Cavalcanti de Albuquerque (Paraíba,  — , ) foi um político brasileiro.

## Biografia
Foi tenente-coronel em 1884, coronel em 1889, reformado como brigadeiro em 1890 e promovido a marechal-de-campo em 1892. Foi condecorado com a medalha de guerra contra o Paraguai pela Argentina.
Com a proclamação da república foi um dos três membros da junta governativa.